# Ponzijeva shema
Ponzijeva shema način je investicijske prijevare koju je tijekom dvadesetih godina 20. stoljeća u SAD-u uspješno koristio talijanski prevarant Charles A. Ponzi, po kome je kasnije dobila i ime.

## Povijest
Iako je prijevara dobila ime po Ponziju, on nije njezin autor. Naime, književnik Charles Dickens još je 1857. godine u svojoj knjizi „Little Dorrit“ opisao navedenu financijsku operaciju, što govori da korijeni ideje sežu puno dalje u prošlost. Prve „Ponzijeve sheme“ povijest bilježi u 19. stoljeću.

## Način funkcioniranja
Da bi se najbolje pojasnio način kako ova prijevara funkcionira, u daljnjem tekstu bit će naveden izmišljeni primjer.
„Poduzetnik“ objavljuje da radi na veoma profitabilnom projektu koji garantira visoke prihode i visoku dobit, ali mu je potrebna pozajmica tj. gotovina. „Investitor“ A daje „Poduzetniku“ zajam od 1000 eura s rokom vraćanja od 90 dana i kamatom od 100 eura koja se isplaćuje devedesetog dana. Za vrijeme tih 90 dana „Poduzetnik“ nalazi nove „investitore“, B i C, obećavajući im isto. Na kraju roka od 90 dana on „Investitoru“ A nudi da mu vrati 1000 eura i kamatu od 100 eura, ali i to da ne diže glavnicu pa ni kamatu nudeći ponovo iste uvjete. Novac za tu namjenu posjeduje jer je dobio sredstva od „investitora“ B i C. Većina „investitora“ je pohlepna i ne podiže novac tj. reinvestira. Pojedinci koji ne vjeruju budu isplaćeni odmah, od novca koji je dobio od drugih, a to podiže ugled „Poduzetnika“ kao poslovne i ozbiljne osobe. Kako vrijeme odmiče broj „investitora“ se povećava i prevarant uspijeva.
Ipak, nakon određenog vremena, zbog neodrživosti situacije i cjelokupnog koncepta, događa se jedna od sljedećih mogućnosti:
- prevarant bježi s novcem koji ima
- prevareni investitori iz raznih razloga zatražit će svoj novac, a prevarant će biti razotkriven jer nema toliko gotovine da odjednom svima isplati i glavnicu i obećane kamate